# Supercoppa d'Irlanda 2016
La Supercoppa d'Irlanda 2016 è stata la terza edizione del trofeo. La partita si è disputata il 27 febbraio 2016 allo stadio Turners Cross di Cork tra il Dundalk, squadra campione sia della Premier Division 2015 sia della FAI Cup 2015, e il Cork City, secondo classificato nella Premier Division 2015 e finalista nella FAI Cup 2015. La supercoppa è stata vinta dal Cork City, che ha vinto la partita per 2-0.

## Tabellino
| Arbitro: | Graham Kelly |

|                         |           |  |
| Holohan 20’ Maguire 61’ | Marcatori |  |

| Cork City | Dundalk |

|                 |    |                   |       |     |
|                 |    |                   |       |     |
| P               | 1  | Mark McNulty      | 45+1’ |     |
| D               | 3  | Alan John Bennett |       |     |
| D               | 4  | John Dunleavy (c) |       |     |
| D               | 5  | Eoghan O'Connell  |       |     |
| D               | 22 | Kenny Browne      |       |     |
| C               | 6  | Greg Bolger       | 60’   |     |
| C               | 11 | Stephen Dooley    |       | 76’ |
| C               | 16 | Gearóid Morrissey | 53’   |     |
| C               | 27 | Ian Turner        |       |     |
| C               | 8  | Gavan Holohan     |       | 71’ |
| A               | 24 | Sean Maguire      |       | 86’ |
| A disposizione: |    |                   |       |     |
| P               | 25 | Alan Smith        |       |     |
| D               | 18 | Michael McSweeney |       |     |
| C               | 7  | Colin Healy       |       |     |
| C               | 10 | Steven Beattie    |       | 71’ |
| A               | 9  | Danny Morrissey   |       |     |
| A               | 19 | Karl Sheppard     |       | 76’ |
| A               | 23 | Mark O'Sullivan   |       | 86’ |
| Allenatore:     |    |                   |       |     |
| John Caulfield  |    |                   |       |     |

|                 |    |                   |       |     |
|                 |    |                   |       |     |
| P               | 1  | Gary Rogers       |       |     |
| D               | 2  | Seán Gannon       |       | 62’ |
| D               | 3  | Brian Gartland    | 56’   |     |
| D               | 4  | Andy Boyle (c)    | 45+1’ |     |
| D               | 14 | Dane Massey       |       |     |
| C               | 5  | Chris Shields     | 12’   |     |
| C               | 6  | Stephen O'Donnell |       |     |
| C               | 7  | Daryl Horgan      |       |     |
| C               | 10 | Ronan Finn        |       |     |
| A               | 11 | Patrick McEleney  |       | 81’ |
| A               | 16 | Ciarán Kilduff    |       | 84’ |
| A disposizione: |    |                   |       |     |
| P               | 22 | Gabriel Sava      |       |     |
| D               | 12 | Shane Grimes      |       |     |
| D               | 15 | Paddy Barrett     |       | 81’ |
| C               | 8  | John Mountney     |       | 62’ |
| C               | 18 | Robbie Benson     |       |     |
| C               | 21 | Darren Meenan     |       |     |
| A               | 9  | David McMillan    |       | 84’ |
| Allenatore:     |    |                   |       |     |
| Stephen Kenny   |    |                   |       |     |